# Białobrzegi (gromada w powiecie radzyńskim)
Białobrzegi – dawna gromada, czyli najmniejsza jednostka podziału terytorialnego Polskiej Rzeczypospolitej Ludowej w latach 1954–1972.
Gromady, z gromadzkimi radami narodowymi (GRN) jako organami władzy najniższego stopnia na wsi, funkcjonowały od reformy reorganizującej administrację wiejską przeprowadzonej jesienią 1954 do momentu ich zniesienia z dniem 1 stycznia 1973, tym samym wypierając organizację gminną w latach 1954–1972.
Gromadę Białobrzegi z siedzibą GRN w Białobrzegach utworzono – jako jedną z 8759 gromad na obszarze Polski – w powiecie łukowskim w woj. lubelskim na mocy uchwały nr 13 WRN w Lublinie z dnia 5 października 1954. W skład jednostki weszły obszary dotychczasowych gromad Białobrzegi wieś, Bożniewice, Ruskawieś, Wygnanka i Białobrzegi folwark ze zniesionej gminy Białobrzegi w tymże powiecie. Dla gromady ustalono 14 członków gromadzkiej rady narodowej.
1 stycznia 1958 gromadę włączono do powiatu radzyńskiego w tymże województwie.
1 stycznia 1960 gromadę zniesiono, włączając jej obszar do nowo utworzonej gromady Kock w tymże powiecie.